# Matchbox (merk)
Matchbox is een oorspronkelijk Brits speelgoedauto- en miniatuurautomerk dat nu onderdeel is van de Amerikaanse speelgoedfabrikant Mattel.
Matchbox is een begrip geworden voor speelgoedautootjes. Dat is opmerkelijk, want aanvankelijk was Matchbox niet meer dan een reclamenaam voor producten van Lesney. De auto's pasten in een lucifersdoosje (Engels: matchbox). Onder op de autootjes stond "Matchbox by Lesney". De naam Lesney was afkomstig van de voornamen van de twee oprichters, Leslie Smith en Rodney Smith (geen familie).

## Geschiedenis

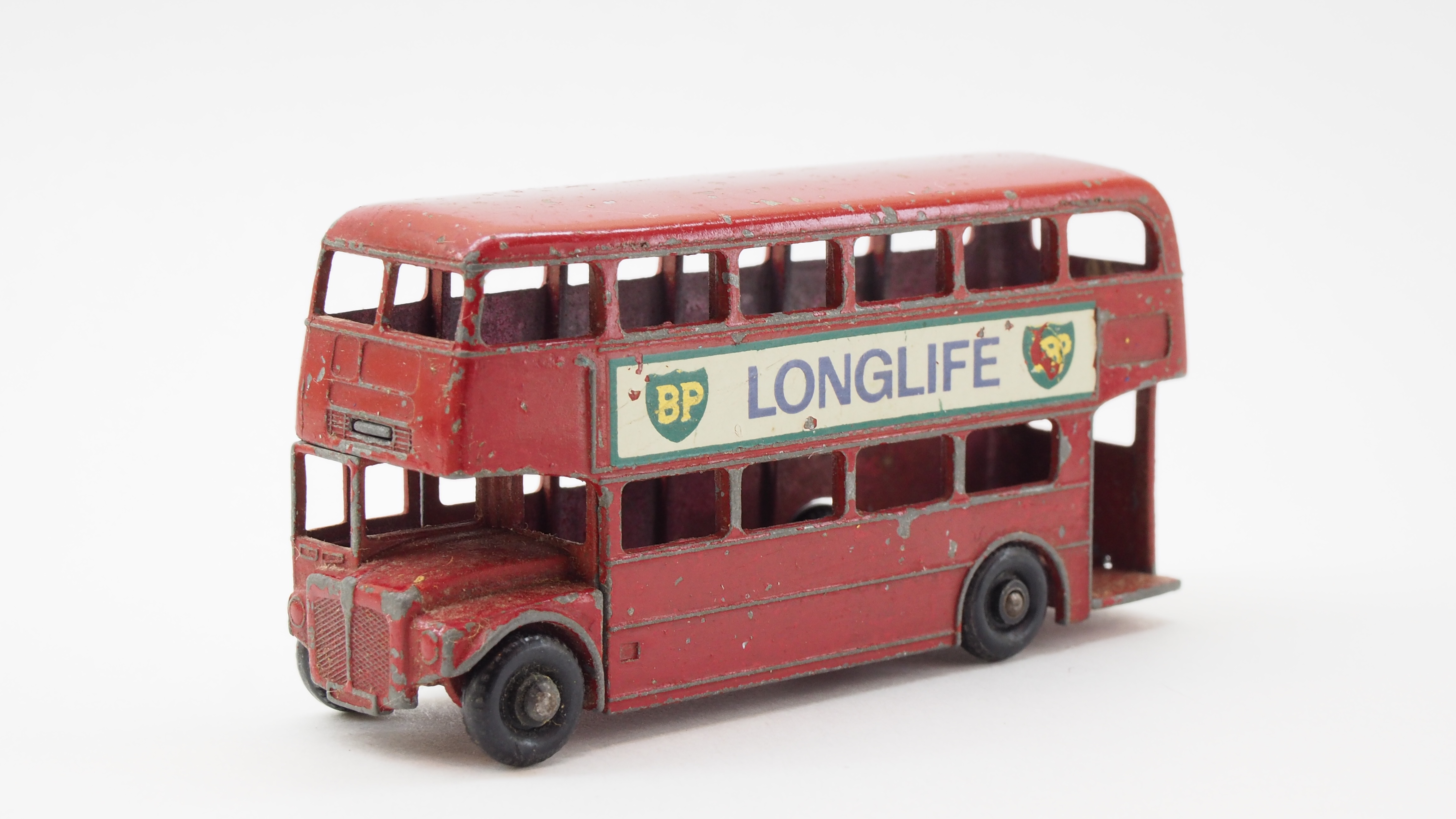
Lesney Matchbox nr. 5, het eerste succesvolle model van toen nog Lesney

Lesney begon vlak na de Tweede Wereldoorlog met de vervaardiging van speelgoed. Al snel volgde een speelgoedautootje, als begin van een hele reeks. Toen men 75 van deze modellen had, besloot men niet steeds nieuwe nummers toe te voegen, maar sommige modellen te vervangen door nieuwe met het oude nummer, vandaar de naam 1-75-serie.
Een uitzondering hierop zijn vier modellen speciaal gemaakt voor Australië. Dit zijn de befaamde modellen 76, 77, 78 en 79 in de zogenaamde MB75 Superfast Range.
Een vergissing (?) werd nog wel gemaakt door een van de ingenieurs, die de bodemplaat voor nieuwe regulars wheel-modellen ontwikkelde: de man nummerde gewoon door. Bekend zijn modellen tot en met het nummer 83. Dit veroorzaakte een storm van kritiek bij de winkeliers, want in de Matchbox-displays pasten maar 75 modellen. Ook de doosjes zijn gewoon doorgenummerd. Na een paar weken werd deze vergissing teruggedraaid, en werd het nieuwe nummer uit de bodemplaat geslepen en vervangen door een bodemplaat met het nieuwe nummer uit het 1-75-bereik. Modellen die met het nummer groter dan 75 in de handel kwamen zijn zeer zeldzaam en uiteraard heel duur. Compleet met doosje kan een model meer dan 10.000 euro waard zijn.
De series tot 1969/70 zijn de regular wheel-modellen, zo genoemd naar de simpele metalen of plastic wieltjes. Na 1969 ging Lesney over op de zogenaamde Superfast-wielen, dit om te concurreren met Mattel, dat op de markt kwam in de Verenigde Staten met de Hot Wheels. Deze reden beter en sneller, door de bredere plastic wielen gemonteerd op een dun metalen asje, zo dik als een speld.
Toen Lesney in 1982 failliet ging werd de merknaam Matchbox overgenomen door Universal Matchbox Group Ltd, een fabrikant uit Hongkong. In 1987 kocht Universal Matchbox het merk Dinky op. In 1992 kocht Tyco Toys Inc - een Amerikaanse speelgoedbedrijf - Universal Matchbox op voor $ 106 miljoen. Tyco op haar beurt werd later opgekocht door het op een na grootste speelgoedbedrijf ter wereld: Mattel. Tot opluchting van vele Matchbox-fans zette Mattel - ook producent van concurrent Hot Wheels en Corgi - de serie voort. Heden ten dage wordt 80% van de wereldwijde omzet in zamac bij Mattel verkocht onder de naam Hot Wheels en 17% onder de naam Matchbox.

## Productlijnen
Onder de naam Collectibles maakte Matchbox in de jaren negentig een serie met meer exclusieve auto's in diverse schalen. Verschillen waren onder meer beter detail in de lakkering (zoals verlichting) en rubber bandjes.

## Schalen
Matchbox maakte niet alleen kleine auto's, maar heeft ook op de grotere schaal gewerkt, zoals 1:43 (ongeveer) en 1:32 (ongeveer). Deze werden verkocht onder namen als Super Kings, Battle Kings en King Size. De schaal van de kleinste modellen was iedere schaal die in een standaard (lucifers)doosje of in een latere fase in een standaardblister paste. De naam "matchbox" (lucifersdoosje) refereerde daaraan - de autootjes moesten daar in passen. Daarom waren de kleinste modellen allemaal even groot, dus een dubbeldekker bus was even groot als een Volkswagen Kever terwijl de werkelijke schaalverhouding dus verschilde.

## Andere producten
In de loop der jaren, met name tijdens het Lesney-tijdperk, zijn er talrijke aanvullende productlijnen ontwikkeld door Matchbox. Vanaf 1957 werden er verzamelaarscatalogi gepubliceerd door Lesney in soms wel 20 verschillende talen (inclusief Arabisch, Chinees en Japans). Dit is tot groot verdriet van veel verzamelaars gestopt midden jaren negentig. Verzamelaarkoffertjes werden ontworpen voor kinderen om hun 1-75 voertuigen in op te bergen. Van 1957 tot de jaren '70 zijn er een aantal garages, benzine- en brandweerstations vervaardigd met daarop Esso, Shell, Gulf of BP logo's. Er waren ook legpuzzels met beeltenissen van Matchbox, race track-sets (Superfast spoor was geel, in tegenstelling tot Hot Wheels oranje, en met een iets breder profiel), een ophangdisplay gebaseerd op een kliksysteem, wegen, en zelfs een slotcar systeem voor standaard (niet-aangedreven) Matchbox MB-75 automodellen. Op een zeker moment, in een uiterste poging om te concurreren met succesvolle  Hasbro-producten heeft Matchbox zelfs poppen geproduceerd. Een lijn van piraten voor jongens en disco girls voor meisjes. Talrijke andere producten zijn in de loop der jaren de revue gepasseerd waaronder, Disney-, Stingray- en Thunderbirdmodellen, enz. In de late jaren ‘70, produceerde Matchbox ook slotcar-systemen genaamd Powertrack of Speedtrack. Voordat Matchbox overgenomen werd door TYCO produceerde Matchbox verschillende Action Toy-lijnen zoals Ring Raiders, Robotech, Voltron, Parasites, etc.

## Andere merken
Matchbox heeft ook andere merken overgenomen, zoals Dinky Toys. Onder deze naam werd een aantal Matchbox-auto's verkocht. Om de naamrechten te houden bracht Mattel tot 2006 nog steeds modellen onder de naam Dinky uit. Bekend zijn onder andere de serie Stars of Germany 2005 en 2006 (beide reeksen 12-modellen). Al deze ongeveer 1:64 Matchbox-size-modellen dragen de naam Dinky op de bodemplaat. De meest curieuze is echter een in Bulgarije (onder licentie van Matchbox) vervaardigde Mercedes Benz in de MB75-schaal. Deze heeft zelfs de naam Dinky op de bodemplaat gestanst. Ook zijn een aantal modellen uit de Matchbox Collectibles-reeks voorzien van de tekst Dinky op de bodemplaat. Men dacht hierdoor een grotere doelgroep te bereiken voor deze (veel te) dure uitgiftes van standaard Matchbox-modellen.

## Plastic modelbouw
In de jaren 70 richtte Matchbox zich ook op plastic modelbouw. Het aanbod bestond onder meer uit vliegtuigmodellen, vooral in schaal 1:72, militaire voertuigen in schaal 1:76 en auto's in schaal 1:32. De doorbraak in deze modellen bij Matchbox kwam vooral door de overname van AMT, destijds een van de grootste kitfabrikanten. Het kenmerkende van de oorspronkelijke Matchbox-bouwpakketten was in vergelijking met alle andere merken, dat het plastic in twee of drie kleuren op de verschillende gietramen zit, voor iedere kleur een. Plus veelal doorzichtig, voor de cockpit, ramen en lampen van het model, wat anderen ook doen. Niet geschilderd gaf, eenmaal gebouwd, het model in meer kleuren een betere indruk, dan een model in één kleur zoals gebruikelijk bij andere merken.
In de jaren negentig werden de modellen overgenomen door Revell, die ze nog enkele jaren onder de naam Matchbox uitbracht. Zo zijn de militaire voertuigen nu nog leverbaar van Revell in schaal 1:76 van die Matchbox-matrijzen, maar zijn nu in slechts één basiskleur plastic (plus eventueel doorzichtig) uitgevoerd.